# Carlotta Grisi
Caronne Adele Josephine Marie Grisi, coneguda com a Carlotta Grisi (Vižinada, Istria, 28 de juny de 1819 - Ginebra, Suïssa, 20 de maig de 1899) fou una ballarina i cantant italiana. Era cosina i germana de les també cantants Giuditta i Giulia.
Des de la infància demostrà posseir una gran aptitud per al cant i la dansa i des dels deu anys ja ballava a La Scala de Milà. Durant molt temps, per consell de la cantant Giuditta Pasta, alternà l'estudi del cant amb el de la dansa. Finalment es decidí per la dansa, la qual cosa no li impedí intervenir en actuacions privades com a cantant (se sap d'una vetllada a Londres en què cantà la romança Regnava nel silenzio, de Lucia di Lammermoor, de Gaetano Donizetti. Com a ballarina, als deu anys ja era primera ballarina del cos de ball infantil de La Scala de Milà, i el 1832 debutà al Teatro de la Canobbiana de la mateixa capital llombarda. Continuà la seva carrera a Venècia, Florència i Roma.
A Nàpols va ser alumna del ballarí i coreògraf Jules Perrot, del qual fou després parella. Amb Perrot es presentà a Londres, el 1836, a Viena i a Milà, malgrat que mai arribà a actuar a La Scala. El 1840 es presentà per primera vegada a París, a la vegada com a ballarina i cantant. El 28 de juny de 1841 estrenà a París el ballet Giselle d'Adam, que Perrot coregrafià especialment per a ella. La seva interpretació feu exclamar al poeta Théophile Gautier, autor del llibret: «El nom de Carlotta romandrà sempre unit al de Giselle».
A aquesta actuació seguí una sèrie d'èxits, entre els quals, La jolie fille de Gand (Adam, 1842); La Péri (J. F. F. Burgmüller i llibret de Gautier, 1843); La Esmeralda (C. Pugni, 1844); Le Pas de quatre (C. Pugni, 1845); Le diable a Seville (Adam, 1845); Paquita É. Deldevez, 1846); Les eléments (N. Bajetti, 1847); Les quatre saisons (C. Pugni, 1848); La Filleule des fées (1849); Les métamorphoses (P. Taglioni, 1850) i Ondine (1851).
El 1850 dansà a Sant Petersburg. El 1854 ballà encara a Varsòvia i després es retirà dels escenaris i anà a viure als afores de Ginebra, on morí als setanta-nou anys.

## Anàlisi
Segons Gautier, el seu biògraf més autoritzat, la seva tècnica es basava en els rigorosos principis de l'escola del ballet clàssic modern Carlo Blasis. A més dels en dehors de Blasi, també va especialitzar-se en els assemblés, jetés, balancés, cabrioles, sauts de basque i els entrechats à quatre, à six, à huit. Destaca també la biografia escrita per Serge Lifar i publicada a París el 1941, amb ocasió del centenari de la primera representació de Giselle.

## Reconeixements
Carlotta Grisi: de Vizinada a l'eternitat és una obra escènica, amb música i dansa, que descriu la vida de Grisi. N'és l'autora l'actriu Annamaria Serda. L'obra va presentar-se a Londres el 27 de setembre de 2022, amb Serda en el paper de Carlotta Grisi.